# Московский полумарафон

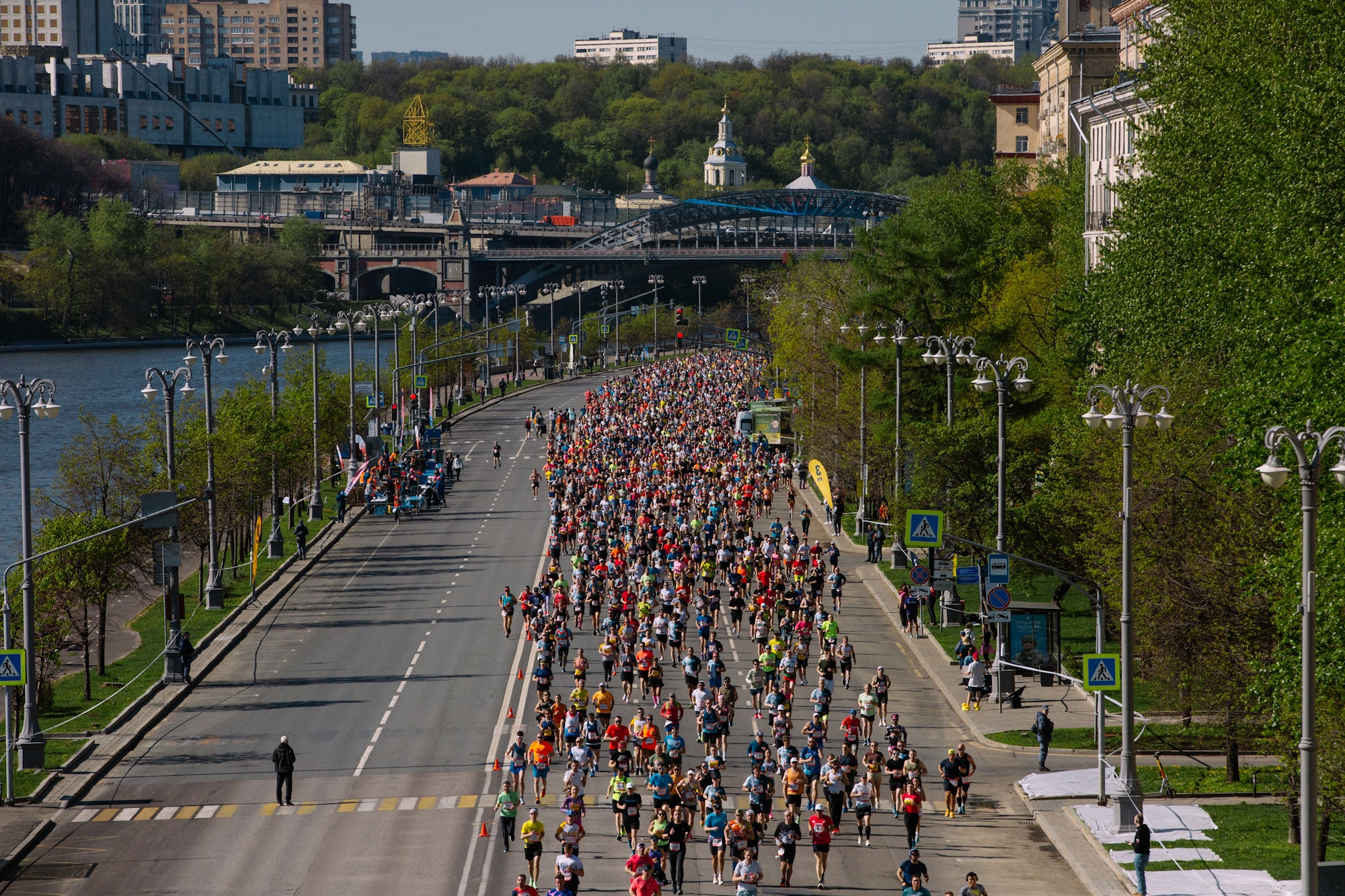
Московский полумарафон. 29 апреля 2024 г.

Московский полумарафон — крупное российское соревнование по бегу в Москве, проводимое ежегодно с 2014 года. Состоит из полумарафонской дистанции и забега-спутника на 5 км. Принимают участие профессиональные спортсмены и любители этого вида спорта.

## История
Забег впервые прошёл 18 мая 2014 года и был организован Департаментом физической культуры и спорта города Москвы, АНО ЦПСМ «Московский Марафон» и агентством спортивного маркетинга «Новая Атлетика». В 2014 году в нём приняли участие более 1600 человек.
В 2017 году Московский полумарафон вошёл в серию полумарафонов ЗаБег.РФ.
С 2018 года организатором полумарафона стало выступать «Беговое сообщество».
В 2020 году соревнования были перенесены с мая на август из-за пандемии COVID-19.
В 2021 году забег был отменён из-за неблагоприятной эпидемиологической обстановки.
В 2023 году в Московском полумарафоне приняли участие около 24 тысяч человек, из которых финишировали 20 тысяч.
В 2024 году забег пройдёт в десятый раз. 28 апреля состоятся соревнования в беге на 5 километров по шоссе и детский забег. 29 апреля пройдёт забег в полумарафоне, а также впервые будут проведены открытая студенческая и корпоративная эстафеты.
В 2025 году соревнования также прошли в течение двух дней. 26 апреля состоялся забег на 5 км, 27 апреля — полумарафон, корпоративная и студенческая эстафеты.

## Призёры

### Мужчины
| Год  | Золото             | Золото  | Серебро          | Серебро | Бронза            | Бронза  |
| ---- | ------------------ | ------- | ---------------- | ------- | ----------------- | ------- |
| 2014 | Сергей Зырянов     | 1:09:32 | Евгений Бережной | 1:10:01 | Артём Сыстеров    | 1:12:15 |
| 2015 | Искандер Ядгаров   | 1:06:22 | Сергей Зырянов   | 1:06:44 | Михаил Кульков    | 1:07:09 |
| 2016 | Олег Григорьев     | 1:04:53 | Евгений Пищалов  | 1:05:52 | Артём Париенко    | 1:06:27 |
| 2017 | Искандер Ядгаров   | 1:04:10 | Олег Григорьев   | 1:06:40 | Василий Пермитин  | 1:06:51 |
| 2018 | Ринас Ахмадеев     | 1:03:19 | Искандер Ядгаров | 1:03:20 | Степан Киселёв    | 1:03:29 |
| 2019 | Степан Киселёв     | 1:03:59 | Андрей Лейман    | 1:04:20 | Дмитрий Сафронов  | 1:06:11 |
| 2020 | Ринас Ахмадеев     | 1:04:24 | Искандер Ядгаров | 1:04:37 | Николай Чавкин    | 1:04:40 |
| 2022 | Павел Адышкин      | 1:04:10 | Андрей Лейман    | 1:04:16 | Степан Киселёв    | 1:04:18 |
| 2023 | Владимир Никитин   | 1:02:46 | Дмитрий Неделин  | 1:04:11 | Алексей Реунков   | 1:04:42 |
| 2024 | Ринас Ахмадеев     | 1:02:39 | Искандер Ядгаров | 1:02:45 | Дмитрий Неделин   | 1:03:53 |
| 2025 | Тереса Някола Гела | 1:01:11 | Эммануэль Вафула | 1:01:19 | Хенри Ндива Джума | 1:02:20 |

### Женщины
| Год  | Золото            | Золото  | Серебро             | Серебро | Бронза               | Бронза  |
| ---- | ----------------- | ------- | ------------------- | ------- | -------------------- | ------- |
| 2014 | Ирина Козубовская | 1:18:06 | Галина Иванова      | 1:19:58 | Анастасия Кушниренко | 1:21:13 |
| 2015 | Ирина Козубовская | 1:17:06 | Екатерина Шкодрина  | 1:17:36 | Ольга Тарантинова    | 1:18:07 |
| 2016 | Юлия Крюкова      | 1:14:45 | Оксана Акименкова   | 1:16:45 | Екатерина Шкодрина   | 1:17:22 |
| 2017 | Луиза Дмитриева   | 1:13:48 | Юлия Конякина       | 1:14:28 | Анна Хрящёва         | 1:17:47 |
| 2018 | Алина Прокопьева  | 1:13:24 | Луиза Дмитриева     | 1:13:41 | Ирина Сергеева       | 1:14:02 |
| 2019 | Татьяна Архипова  | 1:12:26 | Алина Прокопьева    | 1:14:01 | Елена Седова         | 1:15:28 |
| 2020 | Елена Коробкина   | 1:10:29 | Ирина Сергеева      | 1:12:00 | Татьяна Архипова     | 1:12:25 |
| 2022 | Елена Коробкина   | 1:10:47 | Елизавета Погудо    | 1:12:06 | Марина Ковалёва      | 1:13:46 |
| 2023 | Анна Викулова     | 1:09:47 | Светлана Симакова   | 1:12:41 | Дина Александрова    | 1:12:56 |
| 2024 | Анна Викулова     | 1:10:05 | Елена Седова        | 1:14:06 | Ольга Немогай        | 1:15:08 |
| 2025 | Дэйзи Рутто       | 1:09:40 | Наталья Аристархова | 1:12:10 | Алла Сидорова        | 1:13:18 |